# Operación "G"
Operación "G" es una película en blanco y negro de Argentina dirigida por Ralph Pappier sobre el guion de Miguel Cimoreli adaptado por Miguel Cimoreli y Carlos Ferreyra  que se estrenó el 27 de septiembre de 1962 y que tuvo como protagonistas a Duilio Marzio, Claude Marting, Beatriz Bonnet, Mariano Vidal Molina y Homero Cárpena. Los exteriores fueron filmados en Misiones.

## Sinopsis
La Gendarmería Nacional combate el contrabando de armas en el Alto Paraná. Es interesante y llamativo el uso de armamentos, como la pistola ametralladora "Halcón", y P.A.M., a la vez que la aparición extendida del fusil FN F.A.L., por entonces de reciente adaptación en las fuerzas argentinas, y de la ametralladora M.A.G., también de origen belga como el FN F.A.L., ambas fabricadas bajo licencia en la Argentina y en dotación a partir de 1958.

## Reparto
- Duilio Marzio … Jorge Basualdo
- Claude Marting … Carlos Iriarte
- Beatriz Bonnet … Alicia
- Mariano Vidal Molina … Dante
- Homero Cárpena … André
- José Ruzzo … Nemesio
- Eduardo de Labar … Eric / Boris
- Jorge Villalba … Elías Vega, "El Chino"
- Liana Lagos … Esther
- Elvira Porcel … Mujer en automóvil
- Rafael Chumbita … Sargento 1.º
- Juan Buryúa Rey … Comandante mayor
- Edmundo Sanders … Oficial
- Tito Licausi … Muñoz
- Miguel Paparelli … Rolón
- Raúl Ricutti … Policía
- Ego Brunoldi
- Carlos Domingo
- Efraín Varela
- Carlos Cervetti

## Comentarios
Jorge Miguel Couselo dijo en Correo de la Tarde:

”Operación ingenuidad en un film sobre contrabandistas.”

El Heraldo del Cine señaló que en la exhibición del filme:

”Más de una vez se escuchan (sic) sonrisas a destiempo.”

Manrupe y Portela escriben:

”Services movie a favor de Gendarmería Nacional donde todo está estereotipado.”